# Jaroslav Murgaš
Jaroslav Murgaš (21. srpna 1963, Zlaté Moravce – 5. května 2015, Banská Bystrica) byl slovenský hokejový obránce.

## Hokejová kariéra
V československé lize hrál za TJ Zetor Brno. Nastoupil v 16 ligových utkáních a měl 3 asistence. V nižších soutěžích hrál i za TJ Iskra Smrečina Banská Bystrica, TJ Lokomotiva Ingstav Brno a Slávii Ekonóm Bratislava. V roce 1981 reprezentoval Československo na Mistrovství Evropy juniorů v ledním hokeji 1981, kde tým skončil na 2. místě.

## Klubové statistiky
| Sezona    | Klub                              | Soutěž  | Základní část | Základní část | Základní část | Základní část | Základní část |
| Sezona    | Klub                              | Soutěž  | Z             | G             | A             | B             | TM            |
| --------- | --------------------------------- | ------- | ------------- | ------------- | ------------- | ------------- | ------------- |
| 1980/1981 | TJ Iskra Smrečina Banská Bystrica | 2. liga | 22            | 2             | 5             | 7             | 8             |
| 1981/1982 | TJ Iskra Smrečina Banská Bystrica | 2. liga | 38            | 6             | 4             | 10            | 24            |
| 1982/1983 | TJ Zetor Brno                     | 1. liga | 16            | 0             | 3             | 3             | 6             |
| 1983/1984 | TJ Lokomotiva Ingstav Brno        | 2. liga | -             | -             | -             | -             | -             |
| 1984/1985 | Slávia Ekonóm Bratislava          | 2. liga | -             | 5             | 9             | 14            | -             |
| 1985/1986 | Slávia Ekonóm Bratislava          | 3. liga | 18            | 1             | -             | -             | -             |
| 1986/1987 | Slávia Ekonóm Bratislava          | 2. liga | 25            | 0             | -             | -             | -             |
| 1987/1988 | Slávia Ekonóm Bratislava          | 3. liga | -             | 1             | -             | -             | -             |